# مدرك (اسم)
مدرك هو اسم علم مذكر من أصل عربي، ومعناه هو من الفعل أدرك، الفاهم، المتفهم، المصيب، اللاحق لغيره، والصبي مدرك إذا بلغ الحلم، والثمر مدرك إذا نضج وآن قطافه، المتبصر في الأمور والمسائل، ومدرك بن واصل (ت نحو 190هـ) شاعر عباسي في زمن الرشيد.

## شخصيات تحمل الاسم
- مدرك بن الحارث
- مدرك بن علي الشيباني

## وصلات خارجية
- موسوعة السلطان قابوس لأسماء العرب